# سان باوديليو دي يوزانيس
بلدية سانت بوي دي يوسانيس (بالكاتالانية: Sant Boi de Lluçanès) هي إحدى بلديات مقاطعة برشلونة، والتي تقع في منطقة كاتالونيا، شرق إسبانيا.
يبلغ عدد سكانها 572 نسمة وفقاً لإحصائية سنة (2007).